# Base antarctique Carlini
Pour les articles homonymes, voir Carlini.
La base antarctique Carlini, anciennement base Jubany, est une station de recherche argentine située sur l'île du Roi-George, dans l'archipel des Shetland du Sud, en Atlantique sud. Elle doit son nom au scientifique Alejandro Ricardo Carlini. C'est l'une des dix bases scientifiques implantées sur l'île. 

## Histoire
Elle est établie en tant que première base argentine permanente sur l'île du Roi-George (Isla 25 de Mayo en espagnol) en 1953. Elle se trouve à l'entrée de l'anse Potter (en), au sud de l'île, au pied du Cerro Tres Hermanos (es), ce qui signifie Colline des Trois Frères.
Initialement nommée d'après le pilote José Isidro Jubany, elle a été rebaptisée Carlini en mars 2012. La station, équipée d'un héliport,  comprend quinze bâtiments, deux laboratoires, dont celui nommé Dallmann qui a été inauguré en 1994, conjointement avec les Pays-Bas et l'Allemagne. Une salle de cinéma a été ouverte en 1982 ; en décembre 2013 ; le groupe de rock Metallica y donne un concert. 
En 2004 est ouvert un centre hyberbarique pour la plongée en coopération avec l'Institut Alfred-Wegener pour la recherche polaire et marine.
Deux phares : les balises Potter et Cámara, sont situées de part et d'autre de la base ; le second marque l'entrée de l'anse Potter.  
La base est située en bordure de la péninsule Potter (en), une zone spécialement protégée de l'Antarctique (ZSPA/ASPA-132). La péninsule abrite plusieurs colonies d'oiseaux, notamment plus de 14000 couples de manchots Adélie , 2000 couples de manchots papous et 265 couples de manchots à jugulaire,.